# ایوان فوکا
ایوان فوکا (انگلیسی: Ivan Fuqua; ۹ اوت ۱۹۰۹ – ۱۴ ژانویهٔ ۱۹۹۴) دونده اهل ایالات متحده آمریکا بود.